# Шарл VI
Шарл VI Обичаният (на френски: Charles VI le Fol, ou le Bien-Aimé; * 3 декември 1368, Париж; † 1422) е крал на Франция от 1380 г. до смъртта си. По-късно, когато се разболява психически, е наречен Шарл Лудият, но дори и тогава запазва любовта и благоразположението на населението към себе си. Пристъпите на лудост се повтарят периодично през целия му живот.

## Произход и регентство
Син е на френския крал Шарл V Мъдри и Жана дьо Бурбон. Шарл VI остава без баща ненавършил 12 години. В съответствие с указ от 1374 г. било определено да се счита пълнолетен, когато навърши 13 години. Шарл V Мъдри, страхувайки се от властолюбието и користолюбието на своя втори по старшинство брат Луи I Анжуйски, определил, че в случай на смърт за регент да бъде призната кралицата, като с нея да управляват двамата други чичовци – херцозите Жан Берийски и Филип II Смели Бургундски. Но кралицата умира преди мъжа си, и затова, следвайки обичайното право на тогавашното време, регентството следвало да се предостави на най-стария от чичовците на краля.
Веднага след погребението на Шарл V, в края на 1380 година в Париж се свиква Съвет, който следва да избере регент. Основният конфликт се разгръща между херцог Луи Анжуйски и неговите братя, поради което Съветът не приема решение, като и двете страни започват да стягат войски към столицата. Не се стига до кръвопролитие, тъй като накрая се решава ограничени правомощия на регент да бъдат предадени на старшия чичо, а останалите двама да станат регенти на останалите деца на Шарл V. Основната власт до достигане пълнолетие на Шарл VI да се предаде в ръцете на Голям съвет от 50 членове – представители на всички съсловия, от които да се изберат 12-членно регентство.
Първото решение на Големия съвет е да приеме оставката на канцлера д'Оржемон, който по свидетелство на хронистите от това време „си отишъл, предвиждайки бедите, в които щяла да бъде хвърлена държавата“, и на негово място е назначен епископът на Бове. За конетабъл на Франция е утвърден Оливие де Клисон, който е назначен на тази длъжност още от покойния крал.

## Крал на Франция (1380 – 1422)

### Коронация
Следващата стъпка е коронацията на Шарл VI, но приготовленията за нея са отложени по вина на Луи I Анжуйски, който побързал да присвои част от кралската хазна – като общото количество на откраднатото съставлявало около 17 млн.франка. Без да се ограничи с това той избързва да открадне и част от съкровищата на короната – злато, сребърни посуди, злато и сребро в слитъци – като последните представлявали неприкосновен запас на държавата. Луи Анжуйски успява да получи всичко това като заплашва със смъртно наказание отговарящия за опазването му Филип де Савоаси.
На 3 ноември 1380 г. младият крал все пак пристига в Реймс, където е посветен в рицарско звание от херцог Анжуйски и тържествено коронясан, както предписвала традицията от архиепископът на Реймс. Веднага след коронацията, Шарл посвещава в рицарско звание четирима млади дворяни – двама, от които синове на херцог Барски, които му се падат братовчеди, и приема клетва за вярност от дворяните и представителите на народа.
По време на кралския пир, състоял се след това в същия ден, не минава без стълкновения между чичовците— Филип Смели „самоволно“ заема мястото на старши – до дясната ръка на краля, като обяснява на херцог Анжуйски че „това място му принадлежи по право“, той не посмял да се противопостави, защото решава, че неговия по-млад брат действа в съгласие с краля. Тържествената процесия след това се отправя към Париж, където са издигнати триумфални арки, и кралят влиза в града под радостните викове на народа. В продължение на 3 последователни дни продължават празненства, турнири, състезания за гъвкавост и умения за владеене на копие, свирели оркестри и се леят фонтани от вино, мляко и ароматизирана вода.

### Гражданска война между арманяки и бургиньони – първи период (1404 – 1415)
След смъртта на Филип II Смели Бургундски през 1404 година съгласието свършва. От една страна, към властта се стреми синът на покойния Жан Безстрашни, опиращ се на всички разширени владения в Нидерландия. От друга страна, братът на краля Луи Орлеански, опирайки се на поддръжката на Изабела Баварска, жената на Шарл VI, се добива до неограничено влияние над болния крал. От 1405 година делото стига до въоръжен конфликт: войските на Жан Безстрашни тръгнали за Париж, Луи Орлеански и Изабела Баварска опитват да похитят наследника на престола Луи Гиенски. Конфликтът е погасен, но конфликтите в Съвета между Луи Орлеански и Жан Безстрашни продължават, при това двете страни продължават да събират войски. Към 1407 година конфликтуващите страни склоняват да постигнат мир, но през ноември 1407 година Луи Орлеански е убит по заповед на Жан Безстрашни.
Веднага след убийството на своя враг, Жан Безстрашни, опасявайки се от мъст, избягва в своите владения. Убийството на Луи Орлеански сплотява всички принцове по кръв. Партията на противниците на Жан Безстрашни в различно време включвала: вдовицата на Луи Орлеански, Валентина Висконти, техния син Шарл Орлеански (1391 – 1465), Жан Берийски, Луи II Анжуйски, Луи II Бурбонски и неговия син Жан I Бурбонски, синът на Шарл VI Луи Гиенски, Жан Туренски и бъдещия Шарл VII. Тази партия първоначално назовават Орлеанска, но става по-известна с по-разпространеното название — арманяки. Тя получава името от най-активния свой член граф Бернар VII Арманяк (от 1410 година тъст на Шарл Орлеански, от 1416 година конетабъл). Именно Бернар VII Арманяк взема в подкрепа на своята партия опасни гасконски банди, носещи на гърди фамилния знак на графовете Арманяк – бял кръст. Поддръжниците на Бургундските херцози Филип II, Жан Безстрашни и Филип III Добрия – се наричали буквално „бургиньони“.
През февруари 1415 година враговете подписали Араския мир, по който изгнанието на Жан Безстрашни е отменено, но той не получил нито власт, нито компенсации.

### Възобновяване на Стогодишната война. Гражданска война между арманяки и бургундци – втори период (1414 – 1420)
Царуването му е маркирано от възобновената Стогодишна война.
През 1415 г. английският крал Хенри V нанася съкрушително поражение на френската армия в битката при Азенкур. През 1420 г. в Троа, Шарл VI подписва мирен договор с Англия. Съгласно договора Хенри V е признат за официален престолонаследник на френския трон, като по този начин е пренебрегнат дофина Шарл. Много хора вярват, че кралят се е съгласил на това безумие, защото страда от умствено заболяване.

### Смърт и погребение
Шарл VI надживява своя зет Хенри V Английски с два месеца. Той умира на 21 октомври 1422 година в Париж, в двореца Сен-Пол, изоставен от всички, даже от жена си, в обкръжението на няколко верни слуги. Причина за смъртта е малария, продължила 37 дни. В течение на цялото тежко боледуване от него не се отделя вярната му Одета и нейната дъщеря Маргарита. Кралят не ги разпознава, както впрочем вече не е способен да разпознава никого. Последен се оказва, по спомени на съвременници, третия или четвъртия пристъп на болестта. Впрочем, съзнанието на Шарл VI се прояснява за няколко минути преди смъртта. Адвокат Дес Юрсен така предава неговите последни думи:
| „ | Кралят прошепнал: Моя дъще… аз ти дарявам… дарявам… а! Аз забравих, кралят на Франция няма абсолютно нищо… Благословия, това е всичко, което той може да даде… Одета!… Одета!.. | “ |

Шарл е оплакван от цял Париж, по целия път на процесията са отворени прозорците, и хората се молят и плачат за успокоение на неговата душа. Кралят е погребан в Сен-Дени, като съпровождащата го процесия е „доста скромна за крал на Франция“. Редом с ковчега вървят херцог Бедфордски, кастелана, канцлера на двора, кралският духовник и няколко дребни чиновници. Пред открития гроб херолди, както се полага по обичай, счупват своите жезли и ги хвърлят в гроба на краля, а Бери, техният водач, със силен глас провъзгласява смъртта на Шарл VI и началото на управлението на Хенри VI, което пряко произтича от сключения в Троа договор. Новият крал е навършил по това време една година.
Успоредно с това дофинът Шарл е провъзгласен за крал на Франция от своите привърженици като Шарл VII.

## Брак и деца
Шарл VI се жени на 17 юли 1385 в Амиен за Изабела Баварска (ок. 1370 — 24 септември 1435). Тя ражда 12 деца:
1. Шарл (26 септември 1386 — 28 декември 1386), дофин (1386)
2. Жана (14 юни 1388 — 1390), родена в Сен-Уен, погребана в абатство Монбийон
3. Изабел (1389 – 1409); 1-ви съпруг (от 1396): Ричард II (1367 – 1400), крал на Англия (1377 – 1399); 2-ри съпруг (от 1406): Шарл I (1394 – 1465), херцог Орлеански (1407 – 1465)
4. Жана (24 януари 1391 - 27 септември 1433); съпруг Жан VI (V) Мъдри (1389 – 1442), херцог на Бретон (от 1399 година)
5. Шарл (6 февруари 1392 - 13 януари 1401), дофин (от 1392)
6. Мария (24 август 1393 - 19 август 1438), умряла в Париж от чума
7. Мишел (11 януари 1395 - 8 юли 1422); съпруг (от 1409): Филип III Добрия (1396 – 1467), херцог на Бургундия
8. Луи (22 януари 1397 - 18 декември 1415), дофин (от 1401), херцог Гиенски, номинален водач на партията на арманяките
9. Жан (31 август 1398 - 4 април 1417), херцог на Турен, дофин (от 1415)
10. Катрин (27 октомври 1401 - 3 януари 1438); 1-ви съпруг (от 2 юни 1420): Хенри V (1387 – 1422), крал на Англия (от 1413 година), наследник на френската корона, съгласно договора в Троа (1420); 2-ри съпруг (от 1429): Оуен Тюдор (ок. 1385 — 1461). Нейният син от първия брак Хенри VI (1421 – 1471), крал на Англия (1422 – 1461 и 1470 – 1471), е последният от династията Ланкастър. Нейният внук от втория брак - Хенри VII (1457 – 1509), крал на Англия (от 1485 года), е основател на династията Тюдор.
11. Шарл VII (22 февруари 1403 — 22 юли 1461), граф Понтьо, дофин (от 1417), водач на партията на арманяките, след смъртта на по-големите си братя, от 1422 година – крал на Франция
12. Филип (род. и ум. 10 ноември 1407)

От извънбрачна връзка с Одет дьо Шамдивер (1390 – 1424), има една дъщеря:
1. Маргарита де Валоа (1407 – 1458), узаконена в 1428 година; омъжена от 1428 за Жан де Белвил, сеньор де Монтегю.

- Портрети на децата на Шарл
- дъщерята Изабела със съпруга си Ричард II Английски
- Жана – дъщеря и херцогиня на Бретон
- Мишел Валоа – дъщеря
- Луи Гиенски-син
- Жан Туренски – син
- Катрин Валоа – дъщеря и кралица на Англия